# Lista siturilor arheologice din județul Arad - T
Lista siturilor arheologice din județul Arad - T conține toate siturile arheologice din județul Arad înscrise în Repertoriul Arheologic Național (RAN) și aflate în localități al căror nume începe cu litera T. RAN este administrat de Ministerul Culturii și Patrimoniului Național și cuprinde date științifice, cartografice, topografice, imagini și planuri, precum și orice alte informații privitoare la zonele cu potențial arheologic, studiate sau nu, încă existente sau dispărute.
Puteți căuta un sit din localitățile care încep cu litera T folosind formularul de mai jos sau puteți naviga prin toate siturile din județ la Lista siturilor arheologice din județul Arad.
| Cod RAN                                  | Denumire | Localitate                 | Adresă                     | Datare         | Descoperit | Coordonate                       | Imagine           | Erori            |
| ---------------------------------------- | --- | -------------------------- | -------------------------- | -------------- | ---------- | -------------------------------- | ----------------- | ---------------- |
| 12466.01.01 (Cod LMI: AR-I-s-A-00461)    | Cetatea medievală de la Tauț- Cetatea turcească / ansamblu Zidurile Cetății Tăuț (Categorie: construcție) (Tip: Zid de incintă)                                    | sat Tauț, comuna Tauț      | Cetatea Turcească          | sec. XI - XVII |            | 46°15′N 21°54′E / 46.25°N 21.9°E | Încărcați imagine | Raportați eroare |
| 12466.02.01 (Cod LMI: AR-I-m-B-00462.01) | Situl arheologic de la Tauț - "La Movilă" / ansamblu anonim (Categorie: neprecizată) (Tip: Movilă)                                                                 | sat Tauț, comuna Tauț      | La Movilă                  | sec. XIII - XV |            |                                  | Încărcați imagine | Raportați eroare |
| 12466.02.02 (Cod LMI: AR-I-m-B-00462.02) | Situl arheologic de la Tauț - "La Movilă" / ansamblu anonim (Categorie: neprecizată) (Tip: Val)                                                                    | sat Tauț, comuna Tauț      | La Movilă                  | sec. XIII - XV |            |                                  | Încărcați imagine | Raportați eroare |
| 11922.01.01 (Cod LMI: AR-I-m-B-00463.01) | Așezarea din epoca bronzului de la Troaș - "Dâmbul Tătarilor" / ansamblu anonim (Categorie: locuire civilă) (Tip: Așezare)                                         | sat Troaș, comuna Săvârșin | Dâmbul Tătarilor și Gomile |                |            |                                  | Încărcați imagine | Raportați eroare |
| 11922.01.02 (Cod LMI: AR-I-m-B-00463.02) | Așezarea din epoca bronzului de la Troaș - "Dâmbul Tătarilor" / ansamblu anonim (Categorie: locuire civilă) (Tip: Cetate de pământ)                                | sat Troaș, comuna Săvârșin | Dâmbul Tătarilor și Gomile |                |            |                                  | Încărcați imagine | Raportați eroare |
| 12466.03.01                              | Biserica gotică de la Tauț - "La Cetate" (Biserica parohială a târgului medieval Tauț) / ansamblu anonim (Categorie: structură de cult/religioasă) (Tip: Biserică) | sat Tauț, comuna Tauț      | La Cetate                  | sec. XV        |            |                                  | Încărcați imagine | Raportați eroare |
| 12466.03.02                              | Biserica gotică de la Tauț - "La Cetate" (Biserica parohială a târgului medieval Tauț) / ansamblu anonim (Categorie: structură de cult/religioasă) (Tip: Morminte) | sat Tauț, comuna Tauț      | La Cetate                  | sec. XI-XIII   |            |                                  | Încărcați imagine | Raportați eroare |